# Olympische Sommerspiele 1924/Leichtathletik – Crosslauf (Männer)

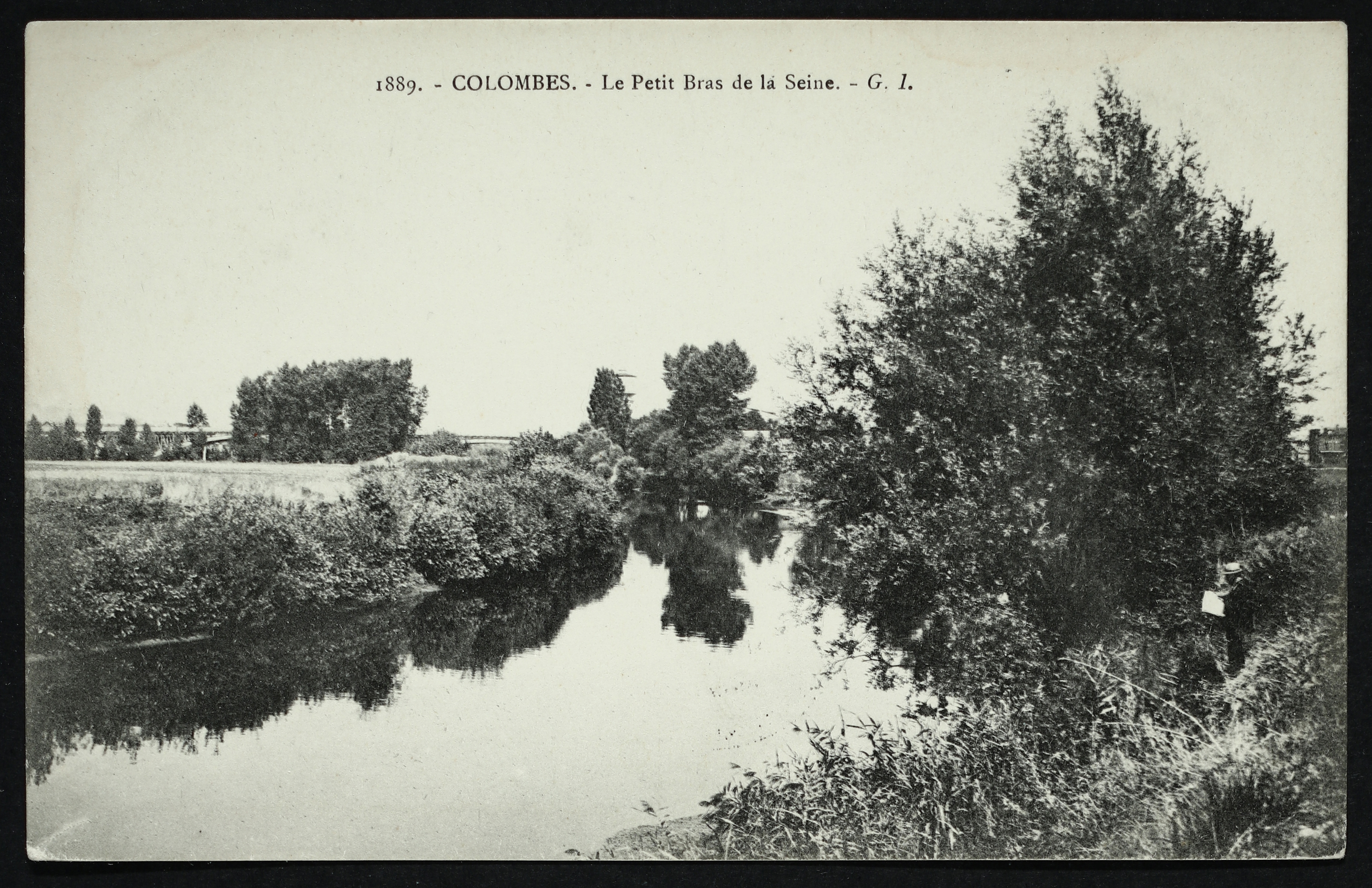
Die Seine bei Colombes auf einer Postkarte (um 1900)

Als die Hitzeschlacht von Colombes (alternativ auch Sonnenschlacht von Colombes) ging der Querfeldeinlauf der Männer, der im Rahmen der Olympischen Sommerspiele 1924 in Paris ausgetragen wurde, in die Geschichte ein.
Der Lauf fand am Samstag, dem 12. Juli 1924, statt. Start- und Zielort war das Stade de Colombes. Aufgrund enormer Hitze von 45 °C in der Sonne und bis zu 60 °C in einem Abschnitt der Strecke erreichten von den 38 gestarteten Läufern nur 15 das Ziel. Die finnische Lauflegende Paavo Nurmi bewältigte die rund 10.650 Meter lange Strecke als Schnellster mit einer Zeit von 32:54,8 Minuten. Sein Vorsprung auf den Zweitplatzierten, seinen Landsmann Ville Ritola, betrug fast eineinhalb Minuten. Eine weitere Minute dahinter kam der US-Amerikaner Earl Johnson als Dritter ins Ziel.
Die Mannschaftswertung gewann Finnland in der Besetzung Paavo Nurmi, Ville Ritola und Heikki Liimatainen sowie den nicht gewerteten Eero Berg, Eino Rastas und Väinö Sipilä.

Silber errang die USA mit Earl Johnson, Arthur Studenroth und August Fager sowie den nicht gewerteten James Henigan, Verne Booth und John Gray.

Bronze ging an Frankreich in der Besetzung Henri Lauvaux, Gaston Heuet und Maurice Norland sowie den nicht gewerteten Robert Marchal, Lucien Dolquès und André Lausseigh.

Nur diese drei Teams kamen in die Wertung.

## Teilnehmerfeld
38 Läufer aus zehn Ländern gingen in Colombes an den Start. Mit dem Lauf verbunden war auch eine Mannschaftswertung. Die jeweils drei besten Läufer eines Landes kamen dabei über die Addition der Platzziffern in die Wertung – siehe Tabelle. Die Rangfolge ergab sich dann aus der jeweils niedrigsten Punktzahl. Frankreich, Spanien, die Vereinigten Staaten und Finnland schickten die maximale Teilnehmerzahl von sechs Läufern ins Rennen. Für Großbritannien starteten fünf Läufer, für Schweden vier. Italien war mit zwei Athleten im Rennen und Südafrika, Brasilien sowie Irland mit jeweils einem. Belgien, Ecuador, Luxemburg und Mexiko hatten ihre Starter zurückgezogen.

## Ausgangssituation
Großer Favorit war der Finne Paavo Nurmi, der zwei Tage zuvor sowohl im 1500- als auch im 5000-Meter-Lauf die Goldmedaille gewonnen hatte und zudem schon 1920 in Antwerpen den Querfeldeinlaufwettbewerb gewonnen hatte. Nurmis Landsmann Ville Ritola zählte als Sieger des 10.000-Meter-Laufs ebenso zu den Favoriten wie der Schwede Edvin Wide, der über 10.000 Meter hinter Ritola die Silbermedaille gewonnen hatte. Nurmi selbst war beim 10.000-Meter-Lauf nicht an den Start gegangen, da die finnischen Funktionäre ihn nicht zu sehr belasten wollten.

## Strecke
Die Strecke bei Colombes wurde auf weitestgehend flachem Gelände gewählt. Von den 10.650 Metern wurden 650 auf Asche zurückgelegt, die restlichen 10.000 Meter auf Wiese. Auf der Strecke gab es allerdings kaum natürlichen Schatten, wodurch die Hitze noch erheblich schwerer zu ertragen war. Gestartet wurde vor dem eigentlichen Stadion auf einer Wiese. Der Kurs führte dann über eine Aschenbahn schließlich weiter auf einer kleinen Schleife vor dem Stadion. Von dort ging es auf den eigentlichen Rundkurs mit einer Länge von 3420 Metern entlang der Seine. Dieser Kurs musste zweimal gelaufen werden, ehe es zurück zum Stadion ging, in dem noch einmal 300 Meter bis zum Ziel zurückzulegen waren.

## Rennen und Ergebnis

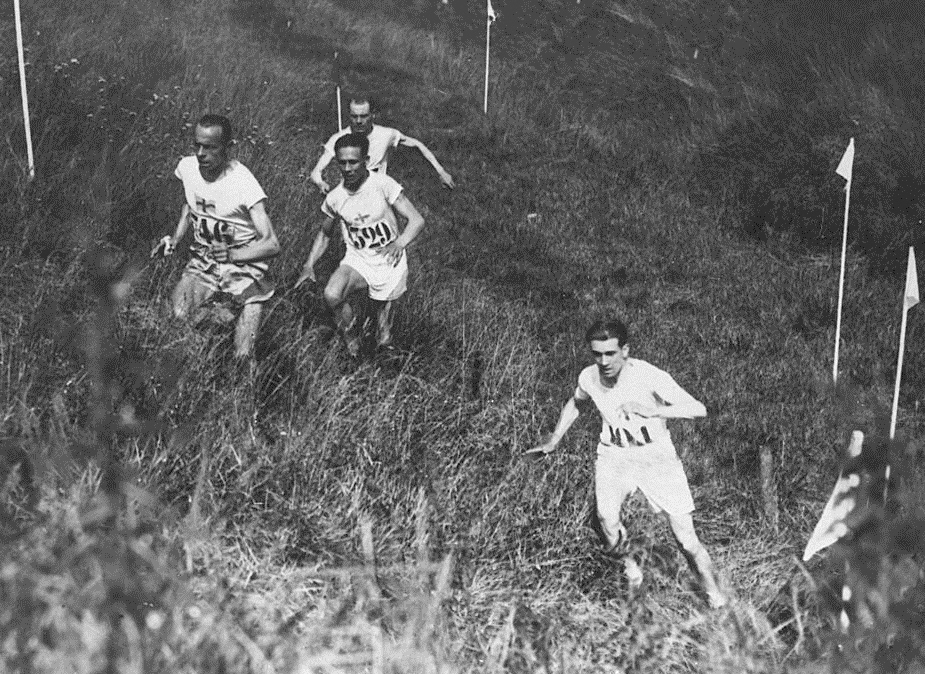
Spitzengruppe zu Beginn des Rennens, in Führung ein unbekannter Läufer, dahinter Edvin Wide (2.), Ville Ritola (3.) und Paavo Nurmi (4.)

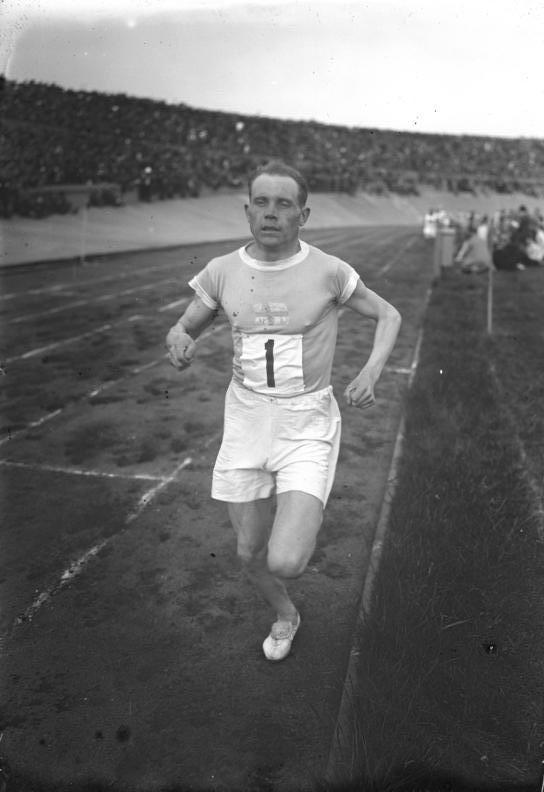
Paavo Nurmi gewann seine Goldmedaillen sechs und sieben

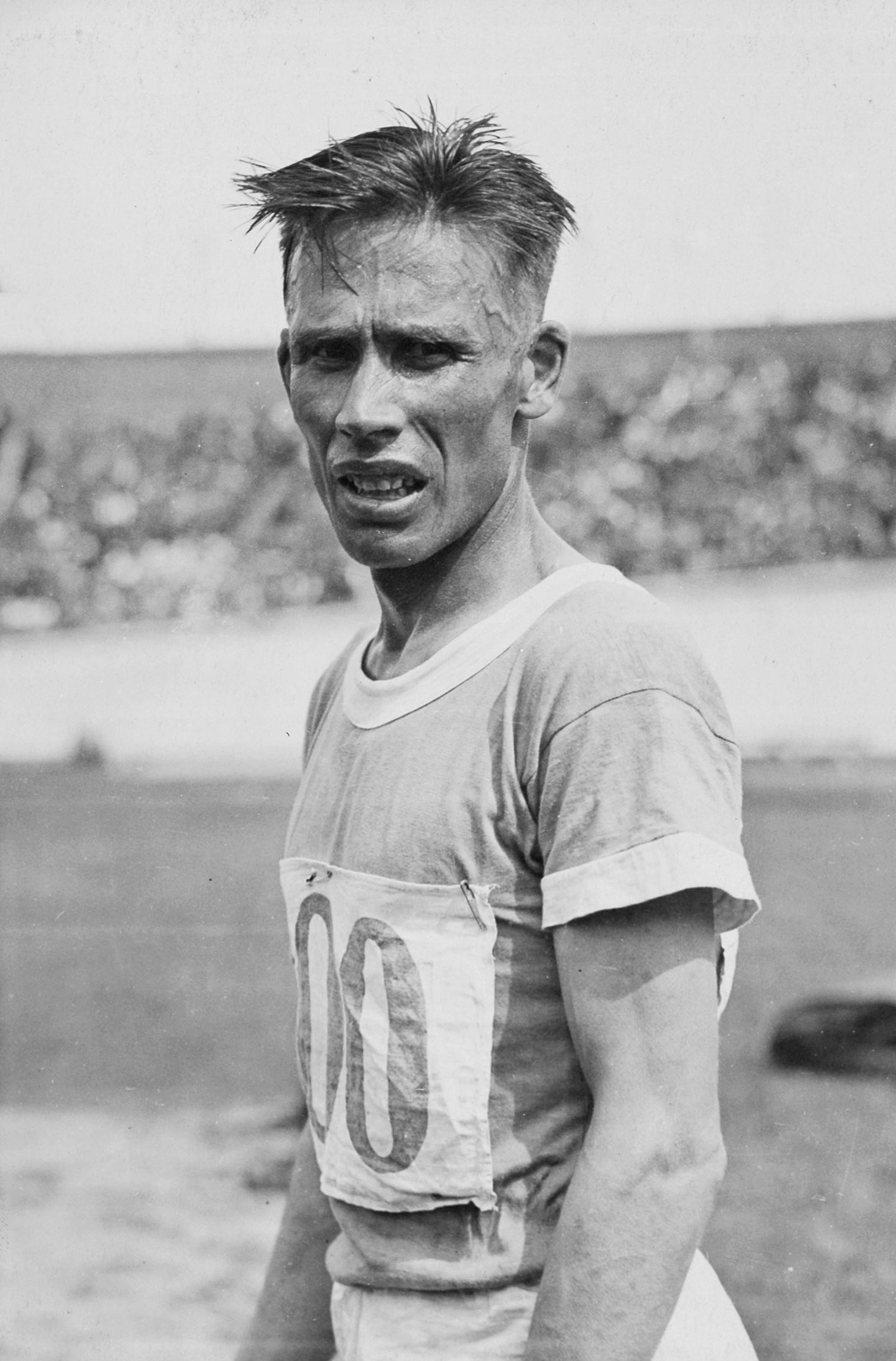
Ville Ritola – Einzelwertung: Silber / Teamwertung: Gold

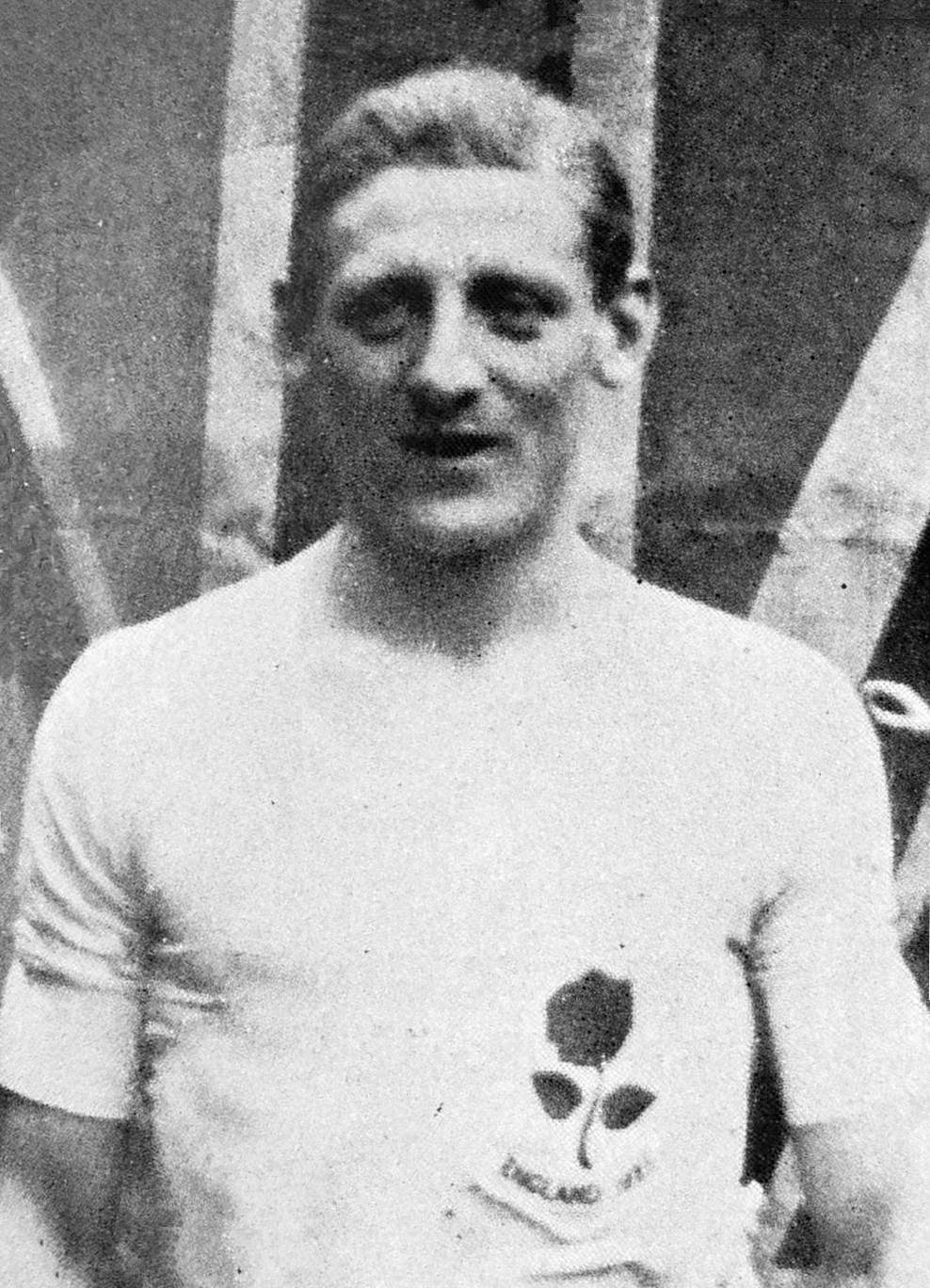
Ernie Harper – Rang vier in der Einzelwertung

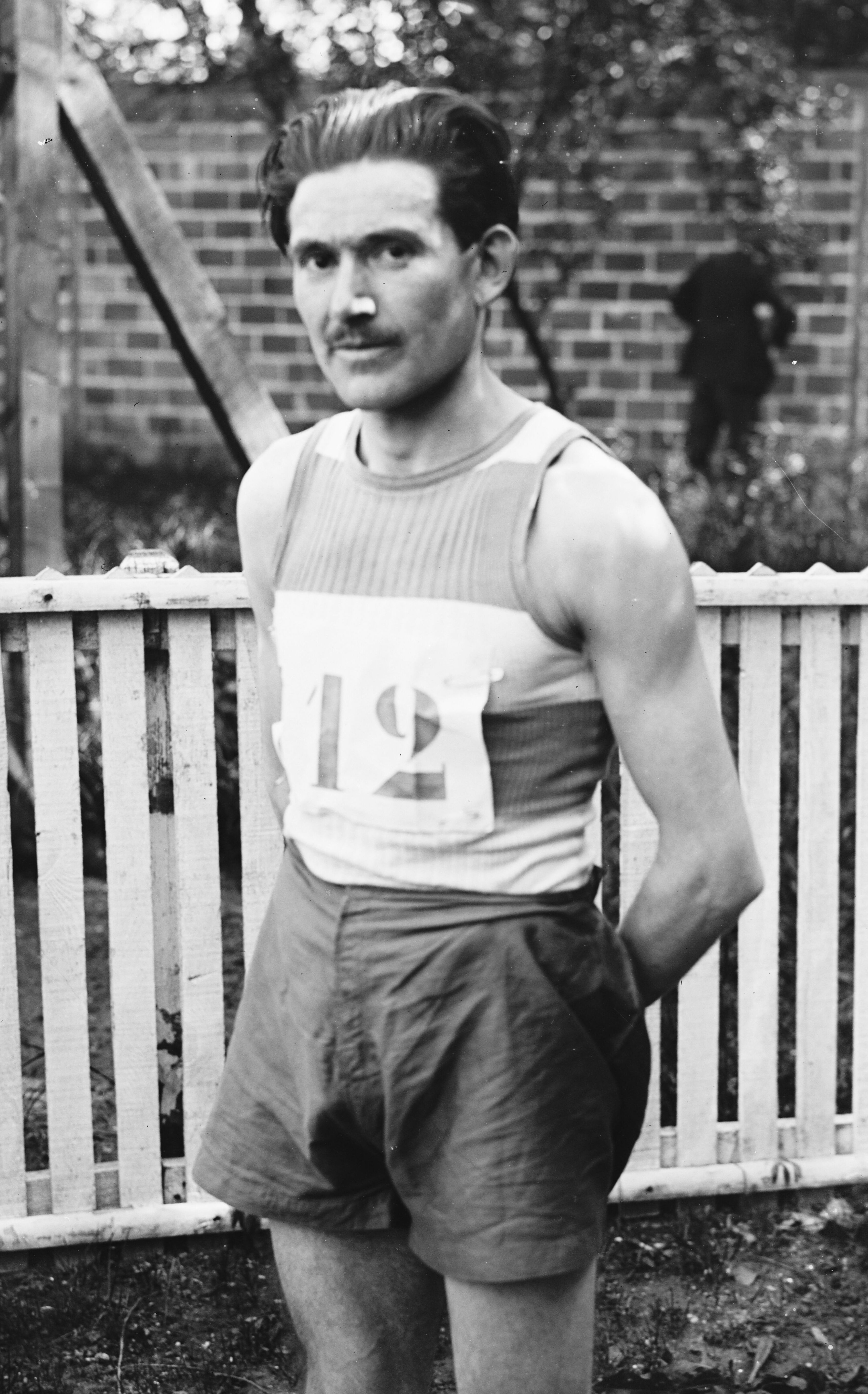
Gaston Heuet – Einzelwertung: Platz zehn / Teamwertung: Bronze

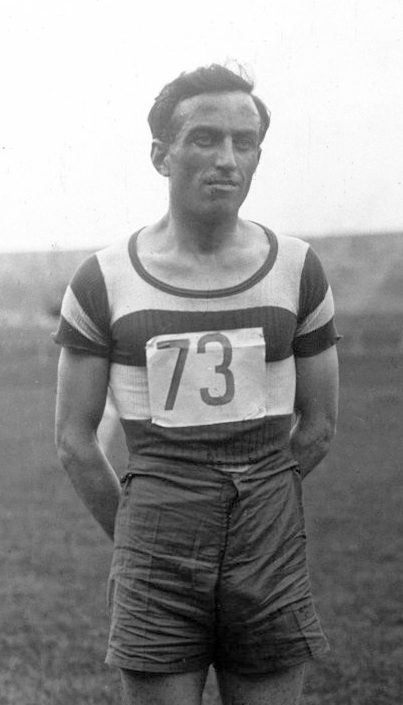
Maurice Norland – Einzelwertung: Rang fünfzehn / Teamwertung: Bronze

### Einzelwertung
Datum: 12. Juli 1924
in Klammern: Platzziffer für die Mannschaftswertung
| Platz(ziffer) | Athlet                 | Land                  | Zeit        |
| ------------- | ---------------------- | --------------------- | ----------- |
| 1 (1)         | Paavo Nurmi            | Finnland              | 32:54,8 min |
| 2 (2)         | Ville Ritola           | Finnland              | 34:19,4 min |
| 3 (3)         | Earl Johnson           | USA                   | 35:21,0 min |
| 4 (–)         | Ernie Harper           | Großbritannien        | 35:45,4 min |
| 5 (4)         | Henri Lauvaux          | Frankreich            | 36:44,8 min |
| 6 (5)         | Arthur Studenroth      | USA                   | 36:45,4 min |
| 7 (–)         | Carlo Martinenghi      | Königreich Italien    | 37:01,0 min |
| 8 (6)         | August Fager           | USA                   | 37:40,6 min |
| 9 (–)         | Leonard Richardson     | Südafrikanische Union | 37:46,0 min |
| 10 (7)        | Gaston Heuet           | Frankreich            | 37:52,0 min |
| 11 (–)        | James Henigan          | USA                   | 38:00,0 min |
| 12 (8)        | Heikki Liimatainen     | Finnland              | 38:18,0 min |
| 13 (–)        | Fabián Velasco         | Spanien               | 39.07,6 min |
| 14 (–)        | Miguel Peña            | Spanien               | 41:34,0 min |
| 15 (9)        | Maurice Norland        | Frankreich            | 41:38,3 min |
| DNF (–)       | José Andía             | Spanien               |             |
| DNF (–)       | Arthur Sewell          | Großbritannien        |             |
| DNF (–)       | John Gray              | USA                   |             |
| DNF (–)       | Robert Marchal         | Frankreich            |             |
| DNF (–)       | Edvin Wide             | Schweden              |             |
| DNF (–)       | Väinö Sipilä           | Finnland              |             |
| DNF (–)       | Sven Thuresson         | Schweden              |             |
| DNF (–)       | John Benham            | Großbritannien        |             |
| DNF (–)       | Verne Booth            | USA                   |             |
| DNF (–)       | John Ryan              | Irischer Freistaat    |             |
| DNF (–)       | Sidon Ebeling          | Schweden              |             |
| DNF (–)       | Gösta Bergström        | Schweden              |             |
| DNF (–)       | Eino Rastas            | Finnland              |             |
| DNF (–)       | André Lausseigh        | Frankreich            |             |
| DNF (–)       | Jesús Diéguez          | Spanien               |             |
| DNF (–)       | Carlo Speroni          | Königreich Italien    |             |
| DNF (–)       | Amador Palma           | Spanien               |             |
| DNF (–)       | Eero Berg              | Finnland              |             |
| DNF (–)       | Eddie Webster          | Großbritannien        |             |
| DNF (–)       | Lucien Dolquès         | Frankreich            |             |
| DNF (–)       | Joseph Williams        | Großbritannien        |             |
| DNF (–)       | Alfredo Gomes          | Brasilien             |             |
| DNF (–)       | Miguel Palau           | Spanien               |             |
| DNS (–)       | José Andía             | Spanien               |             |
| DNS (–)       | Georges Bertrand       | Belgien               |             |
| DNS (–)       | Yves Cattelain         | Belgien               |             |
| DNS (–)       | Léon de Grande         | Belgien               |             |
| DNS (–)       | Julien Van Campenhout  | Belgien               |             |
| DNS (–)       | Georges van den Broele | Belgien               |             |
| DNS (–)       | Camiel Vandevelde      | Belgien               |             |
| DNS (–)       | Alberto Jarrín         | Ecuador               |             |
| DNS (–)       | Belisario Villacís     | Ecuador               |             |
| DNS (–)       | William Cotterell      | Großbritannien        |             |
| DNS (–)       | Mereg Mangascia        | Königreich Italien    |             |
| DNS (–)       | Tacle Redda            | Königreich Italien    |             |
| DNS (–)       | Marcel Hoffmann        | Luxemburg             |             |
| DNS (–)       | José Francisco Cuevas  | Mexiko                |             |
| DNS (–)       | Pedro Curiel           | Mexiko                |             |
| DNS (–)       | Juan Escutia           | Mexiko                |             |
| DNS (–)       | Daniel Eslava          | Mexiko                |             |
| DNS (–)       | Harald Skogström       | Schweden              |             |

Den ersten Kontrollposten nach 2700 Metern passierten die Favoriten noch gemeinsam. Es führte Edvin Wide, der auch beim zweiten Kontrollposten weiter vorne lag. Zur Rennmitte musste er allerdings Nurmi und Ritola ziehen lassen. Wide konnte noch lange den dritten Rang halten, stieg aber nach ungefähr acht Kilometern völlig erschöpft aus. Zuvor hatten auch die aussichtsreich liegenden Läufer Väinö Sipilä und Sidon Ebeling das Rennen aufgegeben. Auf dem letzten Teilstück hängte Nurmi seinen letzten verbliebenen Gegner Ritola ab und wurde mit fast eineinhalb Minuten Vorsprung Olympiasieger. Auch die weiteren Abstände im Ziel waren groß. Mehr als eine Minute auf Ritola folgte Earl Johnson, der damit die Bronzemedaille gewann.
Sven Thuresson aus Schweden erlitt einen schweren Hitzschlag, blieb aber trotz der Hitze und der zahlreichen Aufgaben der einzig ernsthaft geschädigte Teilnehmer des Wettbewerbes.

### Mannschaftswertung
Datum: 12. Juli 1924
in Klammern: Platzziffer für die Mannschaftswertung
Nur diesen Mannschaften gelang es, drei Läufer ins Ziel zu bringen.
| Platz | Land       | Athleten | Platzziffer |
| ----- | ---------- | --- | ----------- |
| 1     | Finnland   | Paavo Nurmi (1) Ville Ritola (2) Heikki Liimatainen (8) nicht in der Wertung: Eero Berg (DNF) Eino Rastas (DNF) Väinö Sipilä (DNF)           | 11          |
| 2     | USA        | Earl Johnson (3) Arthur Studenroth (5) August Fager (6) nicht in der Wertung: James Henigan (–) Verne Booth (DNF) John Gray (DNF)            | 14          |
| 3     | Frankreich | Henri Lauvaux (4) Gaston Heuet (7) Maurice Norland (9) nicht in der Wertung: Robert Marchal (DNF) Lucien Dolquès (DNF) André Lausseigh (DNF) | 20          |

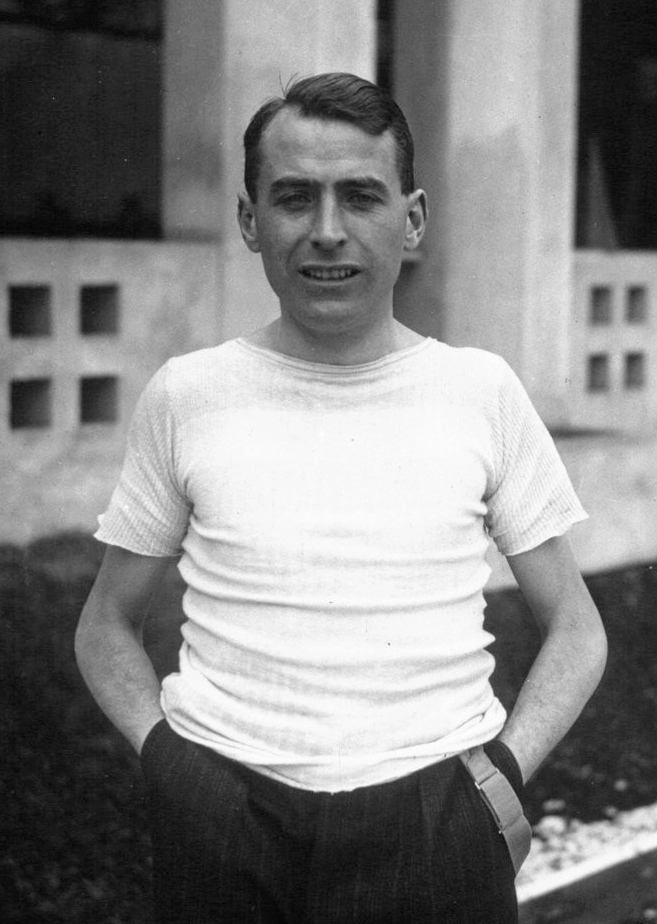
Robert Marchal – Rennen nicht beendet
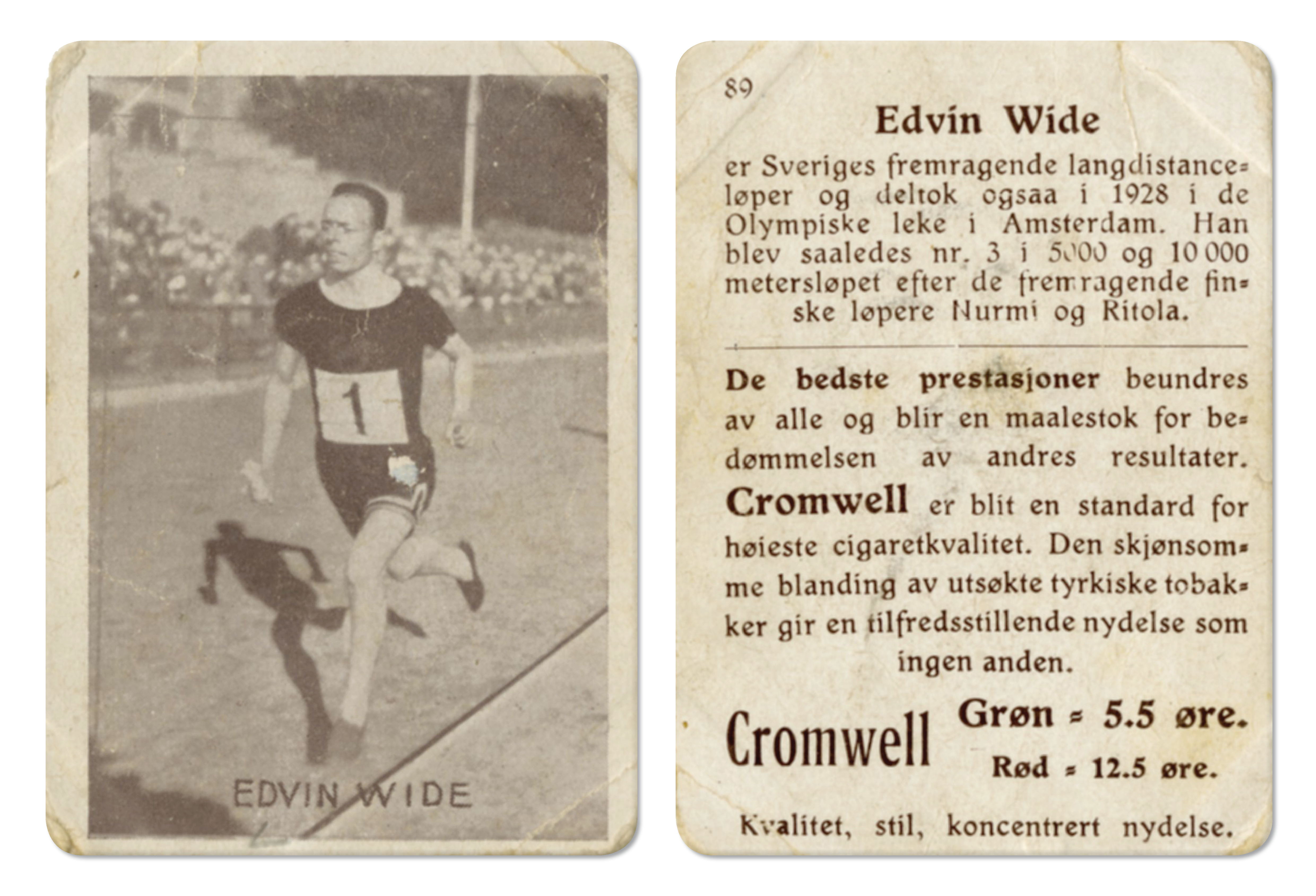
Edvin Wide (hier in einem Zeitungsausschnitt, um 1930) – Rennen nicht beendet

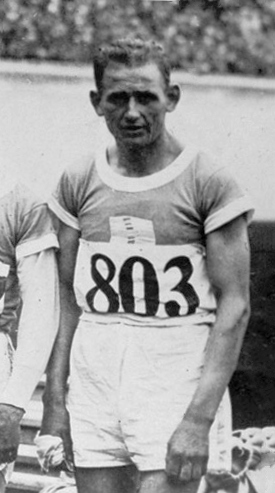
Väinö Sipilä – Rennen nicht beendet
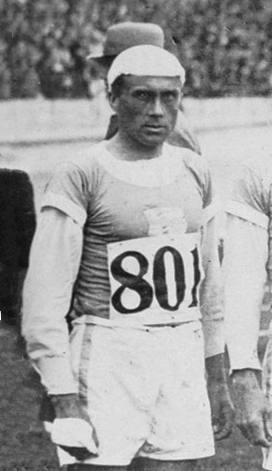
Eino Rastas – Rennen nicht beendet
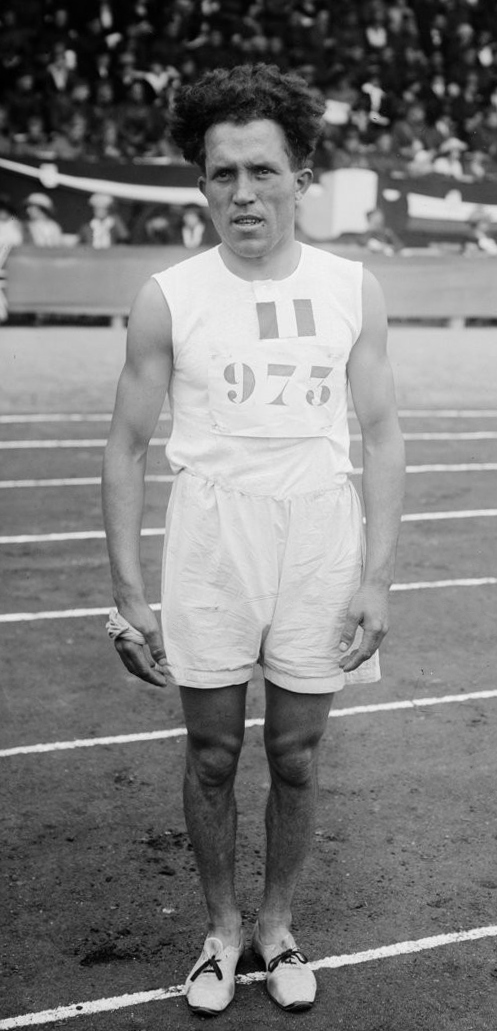
Carlo Speroni – Rennen nicht beendet

## Videolinks
- The 1924 Olympic Cross-Country Event, youtube.com, abgerufen am 3. Juni 2021
- The Olympic Games in Paris, 1924 (1925 Documentary), youtube.com, Bereich: 1:08:53 h bis 1:16:10 h abgerufen am 3. Juni 2021